# Murilo Bustamante
Murilo Bustamante (Arpoador, 30 luglio 1966) è un lottatore di arti marziali miste brasiliano.
È stato un imbattuto campione dei Pesi Medi UFC, in quanto dopo la prima difesa lasciò il titolo vacante per poter combattere nella Pride, dove disputò la finale del torneo Pride 2005 Welterweight Grand Prix.
È stato campione del mondo di jiu jitsu brasiliano nel 1999 e per quattro volte campione nazionale di tale disciplina.
È allievo di Carlson Gracie ed è uno dei fondatori e l'attuale leader dell'accademia di arti marziali miste Brazilian Top Team.
Con una carriera che dura dal 1991, Bustamante è attualmente il lottatore della storia delle MMA più longevo.

## Carriera nel jiu jitsu brasiliano
Murilo Bustamante è uno dei nomi più altisonanti nella storia del jiu jitsu brasiliano.
Grazie alle sue doti si impose nel mondiale di jiu jitsu brasiliano del 1999 e vinse ben quattro titoli nazionali.
Prese parte all'ADCC Submission Wrestling World Championship nel 1999 e nel 2000, totalizzando uno score di tre vittorie e due sconfitte.

## Carriera nelle arti marziali miste

### Inizi
Il primo match da professionista nelle arti marziali miste di Bustamante risale al 1991: più che un vero incontro di MMA si trattava di un'esibizione contro un praticante di luta livre.
Dal 1996 Bustamante iniziò a prendere parte a tornei di vale tudo e MMA, ed iniziò a combattere negli Stati Uniti, arrivando a sconfiggere in un torneo il campione del torneo UFC 12 Jerry Bohlander per KO.

### Ultimate Fighting Championship
Vista la vittoria sull'ex dominatore dei tornei UFC Jerry Bohlander, la stessa UFC decide di ingaggiare Bustamante.
L'esordio avviene nel 2000 e fu una vittoria sul wrestler giapponese Yoji Anjo.
Contemporaneamente Bustamante combatte anche per l'organizzazione nipponica Pancrase.
La prima sconfitta arriva contro Chuck Liddell ai punti nel 2001, sconfitta che comunque non impedisce a Bustamante di poter sfidare il campione in carica dei pesi medi UFC Dave Menne.
Nell'incontro per il titolo Bustamante si impone per KO tecnico nel secondo round e diviene quindi campione dei mesi medi UFC.
Successivamente difende il titolo sottomettendo Matt Lindland, ma dopo la prima difesa del titolo decide di lasciare il titolo vacante ed uscire dall'UFC per entrare nella prestigiosa lega giapponese Pride.
Bustamante lascia quindi l'UFC da campione imbattuto.

### Pride Fighting Championships
L'esordio di Bustamante nella Pride è negativo e nei quarti di finale del torneo Pride 2003 Middleweight Grand Prix viene sconfitto con un punteggio dubbio da Quinton Jackson.
Bustamante perde anche i successivi due incontri contro Dan Henderson e Kazuhiro Nakamura, benché non si lottasse per alcun torneo o titolo.
Passato dai pesi medi ai pesi welter, Bustamante ha miglior fortuna nel torneo Pride 2005 Welterweight Grand Prix dove sconfigge i giapponesi Masanori Suda e Ikuhisa Minowa ma in finale viene sconfitto nuovamente da Dan Henderson, questa volta con una decisione non unanime dei giudici di gara.

### Dopo Pride
Dopo una pausa di due anni e mezzo Bustamante prosegue la sua carriera nelle arti marziali miste in leghe minori come l'australiana Impact Fighting Championships, la svedese Superior Challenge e vari tornei in Brasile.

## Risultati nelle arti marziali miste
| Risultato | Record | Avversario        | Metodo                               | Evento                             | Data              | Round | Tempo | Città                     | Note                                                      |
| --------- | ------ | ----------------- | ------------------------------------ | ---------------------------------- | ----------------- | ----- | ----- | ------------------------- | --------------------------------------------------------- |
| Vittoria  | 15-8-1 | Dave Menne        | Decisione (unanime)                  | AFC: Amazon Forest Combat 2        | 31 marzo 2012     | 3     | 5:00  | Manaus, Brasile           |                                                           |
| Sconfitta | 14-8–1 | Jesse Taylor      | KO Tecnico (ritiro)                  | Impact FC 2: The Uprising: Sydney  | 18 luglio 2010    | 2     | 2:10  | Sydney, Australia         |                                                           |
| Sconfitta | 14-7–1 | Makoto Takimoto   | Decisione (non unanime)              | Yarennoka! 2007                    | 31 dicembre 2007  | 2     | 5:00  | Saitama, Giappone         |                                                           |
| Vittoria  | 14–6-1 | Ryuta Sakurai     | KO (pugno)                           | Deep: 29th Impact                  | 13 aprile 2007    | 1     | 3:50  | Tokyo, Giappone           |                                                           |
| Vittoria  | 13–6-1 | Dong Sik Yoon     | Decisione (unanime)                  | Pride Bushido 13                   | 5 novembre 2006   | 2     | 5:00  | Yokohama, Giappone        |                                                           |
| Sconfitta | 12-6–1 | Amar Suloev       | Decisione (unanime)                  | Pride Bushido 11                   | 4 giugno 2006     | 2     | 5:00  | Saitama, Giappone         |                                                           |
| Sconfitta | 12-5–1 | Dan Henderson     | Decisione (non unanime)              | Pride Shockwave 2005               | 31 dicembre 2005  | 2     | 5:00  | Saitama, Giappone         | Pride 2005 welterweight Grand Prix, Finale                |
| Vittoria  | 12–4-1 | Ikuhisa Minowa    | KO Tecnico (colpi)                   | Pride Bushido 9                    | 25 settembre 2005 | 1     | 9:51  | Tokyo, Giappone           | Pride 2005 welterweight Grand Prix, Semifinale            |
| Vittoria  | 11–4-1 | Masanori Suda     | Sottomissione (armbar)               | Pride Bushido 9                    | 25 settembre 2005 | 1     | 3:20  | Tokyo, Giappone           | Pride 2005 welterweight Grand Prix, Primo turno           |
| Vittoria  | 10–4-1 | Ryuta Sakurai     | Decisione (unanime)                  | Pride Bushido 6                    | 3 aprile 2005     | 2     | 5:00  | Yokohama, Giappone        |                                                           |
| Sconfitta | 9-4–1  | Kazuhiro Nakamura | Decisione (unanime)                  | Pride Final Conflict 2004          | 15 agosto 2004    | 3     | 5:00  | Saitama, Giappone         |                                                           |
| Sconfitta | 9-3–1  | Dan Henderson     | KO Tecnico (pugni)                   | Pride Final Conflict 2003          | 9 novembre 2003   | 1     | 0:53  | Tokyo, Giappone           | Pride 2003 Middleweight Grand Prix, eventuale ripescaggio |
| Sconfitta | 9-2–1  | Quinton Jackson   | Decisione (non unanime)              | Pride Total Elimination 2003       | 10 agosto 2003    | 3     | 5:00  | Saitama, Giappone         | Pride 2003 Middleweight Grand Prix, Quarti di finale      |
| Vittoria  | 9–1-1  | Matt Lindland     | Sottomissione (ghigliottina)         | UFC 37: High Impact                | 10 maggio 2002    | 3     | 1:33  | Bossier City, Stati Uniti | Difende il titolo dei Pesi Medi UFC                       |
| Vittoria  | 8–1-1  | Dave Menne        | KO Tecnico (pugni)                   | UFC 35: Throwdown                  | 11 gennaio 2002   | 2     | 0:44  | Las Vegas, Stati Uniti    | Vince il titolo dei Pesi Medi UFC                         |
| Sconfitta | 7-1–1  | Chuck Liddell     | Decisione (unanime)                  | UFC 33: Victory in Vegas           | 28 settembre 2001 | 3     | 5:00  | Las Vegas, Stati Uniti    |                                                           |
| Vittoria  | 7–0-1  | Sanae Kikuta      | Decisione (unanime)                  | Pancrase: Trans 6                  | 31 ottobre 2000   | 1     | 15:00 | Tokyo, Giappone           |                                                           |
| Vittoria  | 6–0-1  | Yoji Anjo         | Sottomissione (triangolo di braccio) | UFC 25: Ultimate Japan 3           | 14 aprile 2000    | 2     | 0:31  | Tokyo, Giappone           | Debutto in UFC                                            |
| Vittoria  | 5–0-1  | Jerry Bohlander   | KO (calcio da terra)                 | Pentagon Combat                    | 27 settembre 1997 | 1     | 5:38  | Brasile                   |                                                           |
| Parità    | 4–0-1  | Tom Erikson       | Parità                               | Martial Arts Reality Superfighting | 22 novembre 1996  | 1     | 40:00 | Birmingham, Stati Uniti   |                                                           |
| Vittoria  | 4–0    | Juan Mott         | KO Tecnico (Sottomissione ai pugni)  | Martial Arts Reality Superfighting | 22 novembre 1996  | 1     | 1:08  | Birmingham, Stati Uniti   |                                                           |
| Vittoria  | 3–0    | Chris Haseman     | KO Tecnico (stop medico)             | Martial Arts Reality Superfighting | 22 novembre 1996  | 1     | 1:01  | Birmingham, Stati Uniti   |                                                           |
| Vittoria  | 2–0    | Joe Charles       | Sottomissione (triangolo di braccio) | Universal Vale Tudo Fighting 2     | 24 giugno 1996    | 1     | 3:08  | Brasile                   |                                                           |
| Vittoria  | 1–0    | Marcelo Mendes    | KO Tecnico (infortunio)              | Desafio-Jiu-Jitsu vs. Luta Livre   | 26 settembre 1991 | 1     | 4:42  | Brasile                   |                                                           |